# Cyperus luzulae
Cyperus luzulae är en halvgräsart som först beskrevs av Carl von Linné, och fick sitt nu gällande namn av Anders Jahan Retzius. Cyperus luzulae ingår i släktet papyrusar, och familjen halvgräs. Inga underarter finns listade i Catalogue of Life.